# Техніка постановки «активного» експерименту
Техніка постановки «активного» експерименту
Дослідник має справу з деяким об'єктом, на якому здійснюється експеримент. В процесі експерименту дослідник ставить досліди.
Дослід — здійснення визначеної дії на об'єкт і реєстрація одержаного результату.
На об'єкт діють фактори. Фактором називається вхідна незалежна змінна, яка може приймати в деякому інтервалі часу визначені значення. Кожний фактор має область визначення (або існування). Ця область може бути безперервною або дискретною, а сам фактор кількісним або якісним. Приклад кількісного фактора — вміст твердого в пульпі, а якісного фактора — сорт руди, тип реагенту, спосіб флотації і т. ін.
До кожного фактора в активному експерименті висувають такі вимоги:
- фактор повинен бути керованим;
- фактор повинен бути операційним, тобто повинні бути вказані послідовність і спосіб його установки і контролю;
- фактор повинен бути первинним, тобто безпосередньо діяти на об'єкт, а не бути функцією інших, більш елементарних діянь;
- фактор повинен бути незалежним від інших факторів;
- фактор повинен бути вимірним достатньо точно.

До сукупності факторів висувається вимога сумісності, тобто всі їхні комбінації здійснимі, безпечні і незалежні.
Важливим поняттям є область визначення фактора. Ця область ви-значається обмеженнями. Обмеженнями можуть бути:
- принципові, напр., температура не може бути менше абсолютного нуля, для конкретного апарата може бути неможливою подача негативної кількості води, вміст компонента не може бути менше нуля і т. ін. (це умови фізичної здійсненності);
- технічні, пов'язані з можливостями апаратури, дозаторів і т. ін.
- економічні, пов'язані з дефіцитністю компонентів, тривалістю експерименту і т. ін.

Зміна вхідних факторів приводить до зміни прийнятого критерію досліджуваного процесу (критерій ефективності, параметр оптимізації, цільова функція).
Критерій ефективності процесу — це вихідна величина, зміна якої цікавить експериментатора. Звичайно прагнуть досягти екстремального значення цього критерію. У багатьох випадках екстремум може бути технічно недосяжний, тоді знаходять найбільше (або найменше) значення критерію.
Між параметрами оптимізації і факторами звичайно існує деякий функціональний зв'язок, напр.: Y = f (X1, X2 ….Xn).
Геометрично, функція для Y може бути представлена у вигляді поверхні, розташованої у багатомірному факторному просторі. Така поверхня називається гіперповерхнею, а якщо функція f — лінійна, то гіперплощиною. Геометричне трактування функцій виявляється корисним, тому що у цьому випадку процес руху до екстремуму може бути ототожнений з підйомом (або спуском) на гору, правда, теж багатомірну.
Якщо залежність Y = f (Xn) достатньо точно описує досліджуваний процес в області, яка цікавить експериментатора, то ця залежність називається статичною моделлю процесу.
Якщо у залежність включений час, тобто Y = f (Xn, τ), то така залежність називається динамічною моделлю процесу. Модель — це приблизний математичний опис процесу. Якість цього наближення оцінюється помилками.
Результат якого-небудь досліду часто називають відгуком, а гіперповерхню — функцією відгуку.
У відповідності з цим на відміну від фізичного закону модель може бути доброю або поганою. Більше того, очевидно, існує багато моделей, які описують об'єкт. Різниця між ними буде проявлятися тільки у величині помилки. Крім того, одній і тій же помилці (якщо вона не наближається до нуля) може також відповідати деяка множина моделей.
Порівняльні експерименти. Метою багатьох робіт не є встановлення деяких абсолютних констант, а тільки встановлення того факту, що деякий набір факторів кращий за інший. У цьому випадку, якщо постійно спостерігається різниця між наборами вихідних факторів (тобто рейтинг їх впливу близький або змінюється), можна не вимагати точних вимірювань, а з використанням методів статистики, тільки з необхідною імовірністю встановити факт, що нас цікавить.
При активному плануванні експерименту усі фактори, що визначають процес, змінюють (варіюють) одночасно у відповідності з правилами планування, а результати експерименту подають у вигляді математичної моделі. Виділяють такі етапи планування:
- збір і аналіз апріорної інформації;
- обґрунтування критерію ефективності досліджуваного процесу;
- вибір залежних і незалежних змінних, області зміни незалежних змінних (факторного простору);
- визначення методів контролю параметрів;
- вибір типу математичної моделі;
- розробка методики і плану (послідовність проведення) експериментів;
- розробка схеми і методики випробування;
- визначення методу аналізу експериментальних даних;
- здійснення експерименту та перевірка статистичних передумов для отримання даних;
- обробка результатів отримання математичної моделі та її інтерпретація;
- видача рекомендацій.